# 蒙杜梅尔克
蒙杜梅尔克（法語：Montdoumerc，法語發音：[mɔ̃dumɛʁk]）是法国洛特省的一个市镇，属于卡奥尔区。该市镇总面积13.62平方公里，2009年时的人口为428人。

## 人口
蒙杜梅尔克人口变化图示